# 최흥철
최흥철(崔興喆, 1981년 12월 3일~)은 대한민국의 스키 점프 선수이다. 대한민국의 스키 점프 1세대 선수 중 한 명으로 2001년 동계 유니버시아드에서 메달을 획득하여 대한민국 스키 점프 선수 최초로 국제 종합 스포츠 대회에서 메달을 획득했다. 1998년부터 2018년까지 6번의 올림픽에 참가하였다. 이 외에 유니버시아드에서 금메달 2개, 은메달 3개, 동메달 1개를 획득했으며, 3번의 아시안 게임에서 금메달 1개, 동메달 3개를 획득했다.

## 경력
최흥철은 전라북도 무주군에서 태어났다. 설천고등학교를 졸업하고 한국체육대학교 대학원에서 생리학을 전공했다. 1996년에 대한민국 스키 점프 국가대표가 되어 FIS 컵과 콘티넨털컵 등의 국제 대회에 출전했다. 이듬 해인 1997년 12월 20일에 스위스 엥겔베르크에서 열린 FIS 월드컵에 참가하여 월드컵 데뷔를 했으며 라지힐 개인전 경기에서 25위를 기록하였다. 이후 1998년에 일본 나가노에서 열린 1998년 동계 올림픽에 대한민국 국가대표로 참가하여 노멀힐 개인전에서 46위, 라지힐 개인전에서 40위를 기록했다. 이듬 해에 오스트리아 람자우에서 열린 1999년 세계 선수권 대회에 참가하여 노멀힐 개인전에서 61위, 라지힐 개인전에서 66위를 기록하였고, 2000년에는 노르웨이 비케르순에서 열린 2000년 세계 플라잉 스키 선수권 대회에 대한민국 국가대표로 참가하여 29위를 기록하였고 함께 출전한 같은 국적인 강칠구는 43위를 기록하였다. 같은 해 2월 26일에 미국 미시간주의 아이언마운틴에서 열린 FIS 월드컵 라지힐에서 자신의 월드컵 경력 사상 최고 순위인 11위를 기록하였다. 그 후에도 계속 월드컵에 참가했으나 더 높은 성적은 기록하지 못하였고 2001년에 폴란드 자코파네에서 열린 2001년 동계 유니버시아드에 참가하여 노멀힐 개인전에서 은메달, 노멀힐 단체전에서 은메달을 획득하고, 핀란드 라티에서 열린 세계 선수권 대회에 대한민국 국가대표로 참가하여 노멀힐 개인전에서 24위, 라지힐 개인전에서 49위를 기록하였다. 2002년에는 미국 솔트레이크시티에서 열린 2002년 동계 올림픽에 참가하여 노멀힐 개인전에서 30위를 기록하였고 라지힐 개인전에서는 41위를 기록하여 결승전에는 오르지 못했다. 최용직, 김현기, 강칠구와 함께 참가한 라지힐 단체전에서는 8위를 기록하였다. 올림픽 이후인 3월 3일에 독일 쇤발트에서 열린 콘티넨털컵 경기에서 독일의 올림픽 메달리스트인 한스외르크 예클레와 오스트리아의 마누엘 페트너를 누르고 1위를 차지했다. 이후 체코 하라호프에서 열린 세계 플라잉 스키 선수권 대회에 참가하여 21위를 기록했고, 그 해 9월에 캐나다 캘거리에서 열린 콘티넨털컵 경기에서 슬로베니아의 로크 벤코비치와 캐나다의 그레고리 백스터를 누르고 우승했다.
2003년에는 이탈리아 타르비시오에서 열린 2003년 동계 유니버시아드에 참가하여 노멀힐 단체전에서 금메달을 획득했다. 이후 일본 아오모리현에서 열린 2003년 동계 아시안 게임에 스키 점프가 정식 종목으로 채택되자 대한민국 국가대표로 참가하여 노멀힐 개인전에서 일본의 후나키 가즈요시와 히가시 아키라의 뒤를 이어 동메달을 획득하고 최용직, 김현기, 강칠구와 함께 참가한 노멀힐 단체전에서 일본과 카자흐스탄을 누르고 금메달을 획득했다. 아시안 게임 이후에는 이탈리아 발디피엠메에서 열린 2003년 세계 선수권 대회에 참가하여 라지힐 개인전 경기에만 출전하여 49위를 기록하였다. 세계 선수권 대회 이후에는 오슬로에서 열린 월드컵 경기 1회 출전한 후 콘티넨털컵에 집중적으로 출전하였다. 13번의 콘티넨털컵 출전 이후에 슬로베니아 플라니차에서 열린 2004년 세계 선수권 대회에 참가하여 라지힐 개인전에서 50위를 기록했다. 2004년 여름에는 독일 힌터차르텐에서 열린 그랑프리 대회 1차전에서 31위를 기록하고 람자우 콘티넨털컵에서 8위에 올랐다. 이듬 해인 2005년 1월에는 오스트리아 인스브루크에서 열린 동계 유니버시아드에 대한민국 국가대표로 참가하여 노멀힐 개인전에서 11위, 라지힐 개인전에서 14위를 기록했다. 유니버시아드 직후에는 독일 티티제노이슈타트에서 열린 월드컵에 참가하여 60위를 기록했다.
2005년 1월 29일 최흥철은 독일 라우샤에서 열린 콘티넨털컵 경기에서 슬로베니아의 로베르트 크라니에츠와 핀란드의 칼레 케이투리의 뒤를 이어 3위에 올랐다. 이후 다시 월드컵에 참가하여 일본 삿포로에서 열린 두 번의 월드컵에서 34위, 22위를 기록하였다. 독일 오버슈트도르프에서 열린 2005년 세계 선수권 대회에서는 노멀힐 개인전에서 43위를 기록했고, 최용직, 김현기, 강칠구와 함께 참가한 노멀힐 단체전에서는 10위, 같은 멤버로 참가한 라지힐 단체전에서 13위를 기록했다. 그 해 여름에는 오버슈트도르프와 힌터차르텐 등지에서 열린 월드컵과 그랑프리 대회에 참가하였으며, 2006년 초에는 이탈리아 토리노에서 열린 2006년 동계 올림픽에 대한민국 국가대표로 참가하여 노멀힐 개인전에서 36위, 라지힐 개인전에서 47위, 최용직, 김현기, 강칠구와 함께 참가한 라지힐 단체전에서는 13위를 기록했다. 이듬해에 토리노에서 열린 동계 유니버시아드에 참가하여 노멀힐 개인전 7위, 라지힐 개인전 9위를 기록하고 강칠구, 최용직과 함께 참가한 노멀힐 단체전에서는 오스트리아의 뒤를 이어 2위를 기록하며 은메달을 획득했다. 이후 일본 삿포로에서 열린 2007년 세계 선수권 대회에 대한민국 국가대표로 참가하여 노멀힐 개인전에 출전하여 28위를 기록했다. 이듬해인 2008년에는 세계 선수권 대회에 불참하고 월드컵과 콘티넨털컵, 그랑프리 대회 위주로 경기에 참여하였으며, 2009년 2월에 중화인민공화국 하얼빈에서 열린 유니버시아드에서는 개인전 라지힐에서 오스트리아의 다비트 운터베르거와 대한민국의 김현기의 뒤를 이어 동메달을 획득했고, 김현기와 강칠구와 함께 출전한 단체전은 오스트리아와 독일을 누르고 우승을 차지했다. 같은 해 여름에는 오스트리아 필라흐에서 열린 FIS컵에서 오스트리아의 플로리안 샤버아이터와 슬로베니아의 데얀 유데시를 꺾고 우승했다. 2010년에는 캐나다 밴쿠버에서 열린 2010년 동계 올림픽에 참가하여 노멀힐 개인전에서 48위를 기록하고 라지힐 개인전에서 49위를 기록하고 강칠구와 김현기와 함께 참가한 라지힐 단체전에서는 13위를 기록했다.
올림픽 이후에는 유럽과 아시아에서 열린 여러 콘티넨털컵 대회 에 참가하였으며 간혹 핀란드 로바니에미, 스위스 엥겔베르크 등지에서 열린 월드컵에도 참가하였다. 2011년에는 다시 스키점프가 채택된 카자흐스탄의 아스타나와 알마티에서 열린 동계 아시안 게임에 대한민국 국가대표로 참가하였으며, 노멀힐 개인전에서 5위, 라지힐 개인전에서 7위를 기록했고 강칠구, 최용직, 김현기와 함께 출전한 라지힐 단체전에서 카자흐스탄과 일본의 뒤를 이어 동메달을 획득했다. 아시안 게임 이후에는 다시 콘티넨털컵에 참가하였으며, 2013년 1월 19일에는 일본 삿포로에서 열린 월드컵에 참가하였다. 그 해 11월에는 독일 클링겐탈에서 열린 월드컵에 출전하였고 이듬 해인 2014년에 러시아 소치에서 열리는 2014년 동계 올림픽에 대한민국 국가대표로 참가하여 노멀힐 개인전 예선에서 34위를 기록하여 결선에 진출했다.

## 기록
- 1998년 동계 올림픽
- 단체전(team large hill) 13위
- 개인전(individual normal hill) 46위
- 개인전(individual large hill) 40위
- 2002년 동계 올림픽
- 단체전(team large hill) 8위
- 개인전(individual normal hill) 30위
- 개인전(individual large hill) 예선 41위 본선진출 실패
- 2006년 동계 올림픽
- 단체전(team large hill) 13위
- 개인전(individual normal hill) 예선 36위 본선진출 실패
- 개인전(individual large hill) 47위
- 2010년 동계 올림픽
- 단체전(team large hill) DNS
- 개인전(individual normal hill) 48위
- 개인전(individual large hill) 49위

## 영화
- 2009년 《국가대표》 - 스키점프선수 최흥철 대역